# Matzenheim
Matzenheim é uma comuna francesa na região administrativa de Grande Leste, no departamento Baixo Reno. Estende-se por uma área de 7,15 km². Em 2010 a comuna tinha 1 567 habitantes (densidade: 219,2 hab./km²).